# 近鉄八田駅
近鉄八田駅（きんてつはったえき）は、愛知県名古屋市中村区八田町字長田にある、近畿日本鉄道（近鉄）名古屋線の駅である。駅番号はE05。

## 歴史
- 1938年（昭和13年）6月26日：関西急行電鉄の桑名駅 - 関急名古屋駅（現・近鉄名古屋駅）間の開通時に、関急八田駅として開業する[1]。
- 1940年（昭和15年）1月1日：関西急行電鉄が参宮急行電鉄に合併され参宮急行電鉄の駅になる[1]。同時に参急八田駅に改称する[2]。
- 1941年（昭和16年）3月15日：参宮急行電鉄が大阪電気軌道に合併され関西急行鉄道の駅になる[1]。同時に関急八田駅に改称する[2]。線路名称の改定により名古屋線所属駅となる[3]。
- 1944年（昭和19年）6月1日：関西急行鉄道と南海鉄道が合併し近畿日本鉄道の駅になる[1]。同時に近畿日本八田駅に改称する[2]。
- 1970年（昭和45年）3月1日：近鉄八田駅に改称する[2]。
- 2002年（平成14年）8月31日：下り線が高架化されるとともに、同線のみ近鉄名古屋駅寄りに約200メートル移転し、新駅舎の使用を開始する[4]。
- 2005年（平成17年）5月21日：上り線が高架化され、同線も新駅舎に移転する[5]。
- 2007年（平成19年）4月1日：PiTaPaの供用を開始する[6]。

## 駅構造
待避可能な島式ホーム2面4線を持つ高架駅である。改札・コンコースは中2階、ホームは2階にある。ホームは6両編成分が確保され、待避線そのものは8両編成に対応する。また、4番線から蟹江方面に延びる留置線と、上下線間の渡り線がある。4番線には下り方面への出発信号機が設けられており、時折回送列車や団体列車が折り返す。また、事故等で一部が運転見合わせとなった際は当駅で折り返す普通列車が運行される場合がある。
近鉄名古屋駅管理の有人駅で、PiTaPa・ICOCA対応の自動改札機および自動精算機（回数券カードおよびICカードのチャージに対応）が設置されている。エレベーターは改札内には設置されているが近鉄駅舎と地下鉄コンコースを直接連絡するものは存在しない。

### のりば
| のりば | 路線       | 方向 | 行先           |
| ------ | ---------- | ---- | -------------- |
| 1・2   | E 名古屋線 | 下り | 伊勢中川方面   |
| 3・4   | E 名古屋線 | 上り | 近鉄名古屋方面 |

内側2線（2・3番線）が主本線、外側2線（1・4番線）が待避線である。

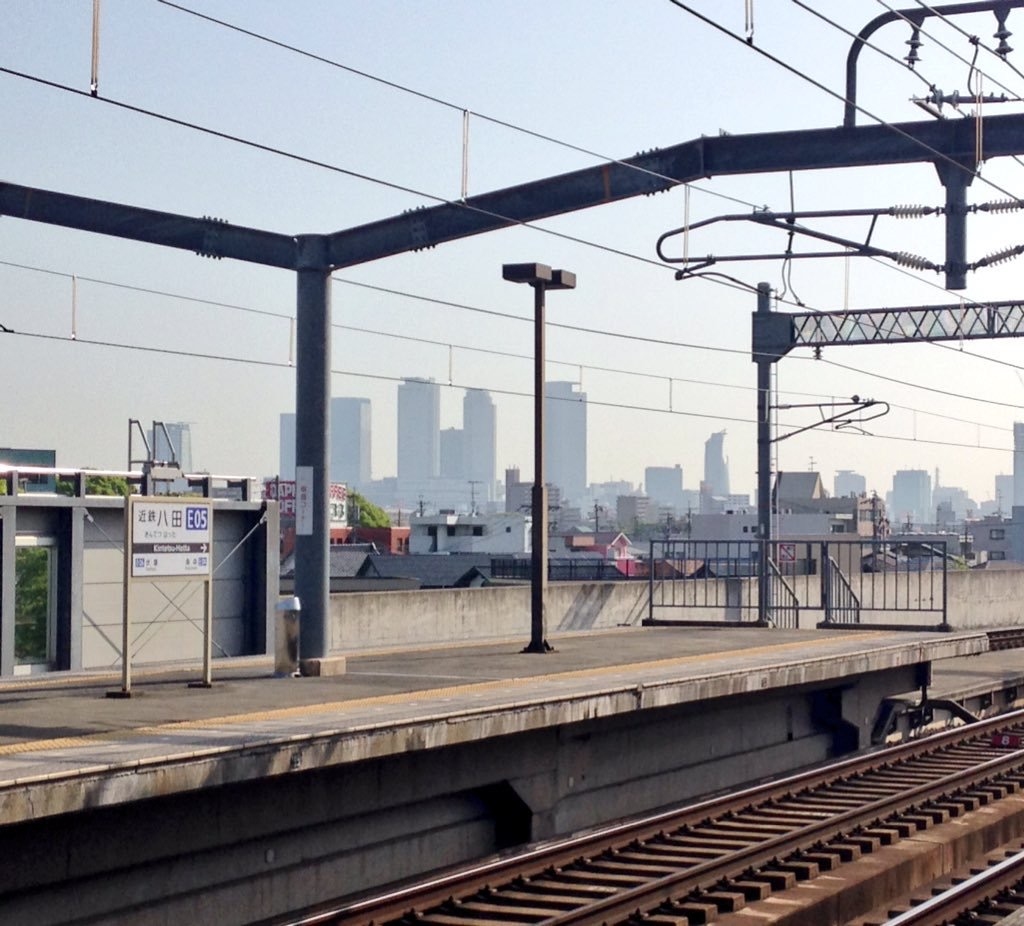
近鉄名古屋方面を望む
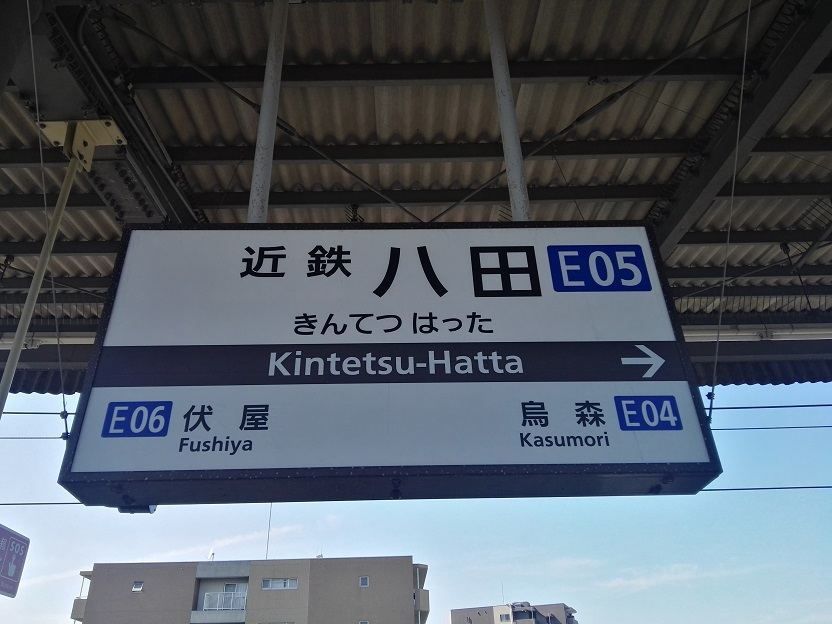
駅名標
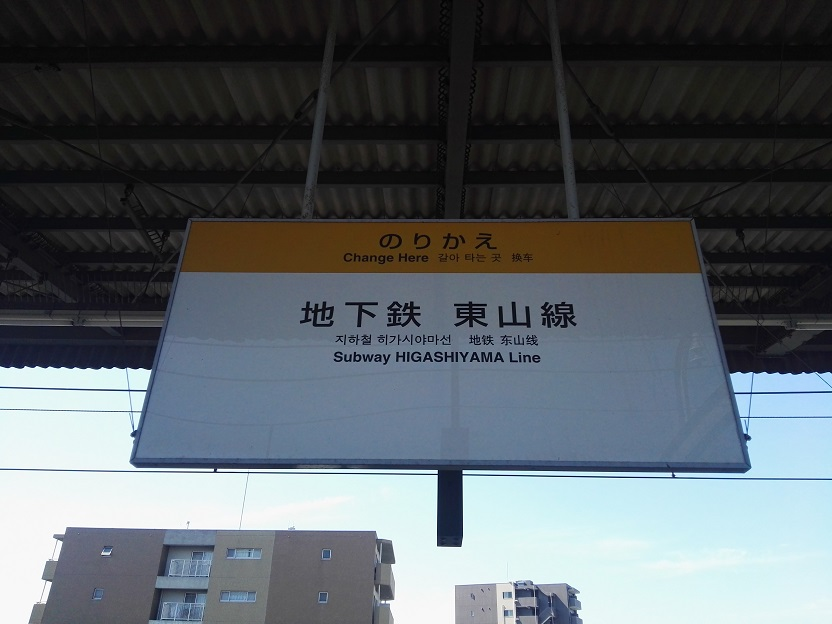
ホーム上の乗換案内

### 配線図
| ← 名古屋方面 ← 近鉄名古屋 方面      | 八田駅・近鉄八田駅 構内配線略図 | → 亀山方面 → 伊勢中川 方面 |
| 凡例 出典: 黒線がJR線、赤線が近鉄線 |                                 |                            |

## 利用状況
利用状況の変遷を下表に示す。
- 輸送実績（乗車人員）の単位は人であり、年度での総計値を示す。年度間の比較に適したデータである。
- 乗降人員調査結果は任意の1日における値（単位：人）である。調査日の天候・行事等の要因によって変動が大きいので年度間の比較には注意を要する。
- 表中、最高値を赤色で、最高値を記録した年度以降の最低値を青色で、最高値を記録した年度以前の最低値を緑色で表記している。

| 年度別利用状況（近鉄八田駅） | 年度別利用状況（近鉄八田駅）         | 年度別利用状況（近鉄八田駅）         | 年度別利用状況（近鉄八田駅）         | 年度別利用状況（近鉄八田駅） | 年度別利用状況（近鉄八田駅） | 年度別利用状況（近鉄八田駅） |
| 年 度                        | 当駅分輸送実績（乗車人員）：人／年度 | 当駅分輸送実績（乗車人員）：人／年度 | 当駅分輸送実績（乗車人員）：人／年度 | 乗降人員調査結果：人／日     | 乗降人員調査結果：人／日     | 特記事項                     |
| ---------------------------- | ------------------------------------ | ------------------------------------ | ------------------------------------ | ---------------------------- | ---------------------------- | ---------------------------- |
| 年 度                        | 定期利用                             | 定期外                               | 合 計                                | 調査日                       | 調査結果                     | 特記事項                     |
| 1978年（昭和53年）           | 1,379,910                            | 427,971                              | 1,807,881                            |                              |                              |                              |
| 1979年（昭和54年）           | 1,254,750                            | 463,056                              | 1,717,806                            |                              |                              |                              |
| 1980年（昭和55年）           | 1,080,210                            | 476,950                              | 1,557,160                            |                              |                              |                              |
| 1981年（昭和56年）           | 1,082,760                            | 462,091                              | 1,544,851                            |                              |                              |                              |
| 1982年（昭和57年）           | 928,830                              | 376,315                              | 1,305,145                            | 11月16日                     | 6,568                        |                              |
| 1983年（昭和58年）           | 712,440                              | 272,390                              | 984,830                              | 11月8日                      | 5,824                        |                              |
| 1984年（昭和59年）           | 662,580                              | 258,814                              | 921,394                              | 11月6日                      | 5,480                        |                              |
| 1985年（昭和60年）           | 662,340                              | 253,581                              | 915,921                              | 11月12日                     | 5,706                        |                              |
| 1986年（昭和61年）           | 668,400                              | 250,038                              | 918,438                              | 11月11日                     | 5,615                        |                              |
| 1987年（昭和62年）           | 662,610                              | 236,401                              | 899,011                              | 11月10日                     | 5,575                        |                              |
| 1988年（昭和63年）           | 644,550                              | 232,035                              | 876,585                              | 11月8日                      | 5,749                        |                              |
| 1989年（平成元年）           | 638,970                              | 233,741                              | 872,711                              | 11月14日                     | 5,156                        |                              |
| 1990年（平成2年）            | 622,500                              | 229,315                              | 851,815                              | 11月6日                      | 5,174                        |                              |
| 1991年（平成3年）            | 582,690                              | 221,554                              | 804,244                              |                              |                              |                              |
| 1992年（平成4年）            | 566,850                              | 216,043                              | 782,893                              | 11月10日                     | 5,071                        |                              |
| 1993年（平成5年）            | 545,550                              | 214,246                              | 759,796                              |                              |                              |                              |
| 1994年（平成6年）            | 523,140                              | 204,311                              | 727,451                              |                              |                              |                              |
| 1995年（平成7年）            | 497,040                              | 200,472                              | 697,512                              | 12月5日                      | 4,292                        |                              |
| 1996年（平成8年）            | 492,600                              | 188,414                              | 681,014                              |                              |                              |                              |
| 1997年（平成9年）            | 487,830                              | 183,082                              | 670,912                              |                              |                              |                              |
| 1998年（平成10年）           | 487,590                              | 173,132                              | 660,722                              |                              |                              |                              |
| 1999年（平成11年）           | 461,160                              | 172,328                              | 633,488                              |                              |                              |                              |
| 2000年（平成12年）           | 450,690                              | 170,709                              | 621,399                              |                              |                              |                              |
| 2001年（平成13年）           | 438,570                              | 170,910                              | 609,480                              |                              |                              |                              |
| 2002年（平成14年）           | 427,470                              | 168,213                              | 595,683                              |                              |                              |                              |
| 2003年（平成15年）           | 372,990                              | 156,686                              | 529,676                              |                              |                              |                              |
| 2004年（平成16年）           | 360,990                              | 155,537                              | 516,527                              |                              |                              |                              |
| 2005年（平成17年）           | 356,010                              | 159,281                              | 515,291                              | 11月8日                      | 3,216                        |                              |
| 2006年（平成18年）           | 376,170                              | 170,487                              | 546,657                              |                              |                              |                              |
| 2007年（平成19年）           | 375,570                              | 178,936                              | 554,506                              |                              |                              |                              |
| 2008年（平成20年）           | 382,050                              | 187,325                              | 569,375                              | 11月18日                     | 3,895                        |                              |
| 2009年（平成21年）           | 381,600                              | 188,736                              | 570,336                              |                              |                              |                              |
| 2010年（平成22年）           |                                      |                                      |                                      | 11月9日                      | 3,350                        |                              |
| 2011年（平成23年）           |                                      |                                      |                                      |                              |                              |                              |
| 2012年（平成24年）           |                                      |                                      |                                      | 11月13日                     | 3,404                        |                              |
| 2013年（平成25年）           |                                      |                                      |                                      |                              |                              |                              |
| 2014年（平成26年）           |                                      |                                      |                                      |                              |                              |                              |
| 2015年（平成27年）           | 423,510                              | 207,040                              | 630,550                              | 11月10日                     | 3,792                        |                              |
| 2016年（平成28年）           | 461,610                              | 213,655                              | 675,265                              |                              |                              |                              |
| 2017年（平成29年）           | 466,140                              | 214,914                              | 681,054                              |                              |                              |                              |
| 2018年（平成30年）           | 467,190                              | 220,780                              | 687,970                              | 11月13日                     | 3,926                        |                              |
| 2019年（令和元年）           | 463,410                              | 215,151                              | 678,561                              |                              |                              |                              |
| 2020年（令和2年）            | 416,130                              | 166,895                              | 583,025                              |                              |                              |                              |
| 2021年（令和3年）            | 432,398                              | 175,714                              | 608,112                              | 11月9日                      | 3,562                        |                              |
| 2022年（令和4年）            | 428,081                              | 203,070                              | 631,151                              | 11月8日                      | 3,663                        |                              |
| 2023年（令和5年）            | 465,406                              | 203,952                              | 669,358                              | 11月7日                      | 3,657                        |                              |
| 2024年（令和6年）            |                                      |                                      |                                      | 11月12日                     | 4,012                        |                              |

## 駅周辺
- 八田駅 - JR関西本線・名古屋市営地下鉄東山線
- 八田なみき病院
- 百五銀行八田支店
- 岐阜信用金庫八田支店
- ヤマナカ八田フランテ館
- 三菱重工業名古屋研究所
- 八田街道（愛知県道190号名古屋一宮線）
- 愛知県道229号八田停車場線
- 豊国通（名古屋市道豊国線）
- 名古屋市道高畑町線
- なとり名古屋営業所

## バス路線
近鉄八田駅の前にはバスターミナルはなく、バスはJR駅前を発着している。

## 隣の駅
近畿日本鉄道
E 名古屋線
■急行・■準急
通過
■普通
烏森駅 (E04) - 近鉄八田駅 (E05) - 伏屋駅 (E06)
- 括弧内は駅番号を示す。